# Diocesi di Bubanza
La diocesi di Bubanza (in latino Dioecesis Bubantina) è una sede della Chiesa cattolica in Burundi suffraganea dell'arcidiocesi di Bujumbura. Nel 2023 contava 482.543 battezzati su 867.393 abitanti. È retta dal vescovo Emmanuel Ntakarutimana, O.P.

## Territorio
La diocesi comprende le province di Bubanza e Cibitoke in Burundi.
Sede vescovile è la città di Bubanza, dove si trova la cattedrale di Cristo Re.
Il territorio si estende su 2.700 km² ed è suddiviso in 19 parrocchie.

## Storia
La diocesi è stata eretta il 7 giugno 1980 con la bolla Venerabilibus Fratribus di papa Giovanni Paolo II, ricavandone il territorio dalla diocesi di Bujumbura (oggi arcidiocesi).
Originariamente suffraganea dell'arcidiocesi di Gitega, il 25 novembre 2006 è entrata a far parte della provincia ecclesiastica di Bujumbura.

## Cronotassi dei vescovi
Si omettono i periodi di sede vacante non superiori ai 2 anni o non storicamente accertati.
- Evariste Ngoyagoye (7 giugno 1980 - 21 aprile 1997 nominato vescovo di Bujumbura)
- Jean Ntagwarara (24 ottobre 1997 - 1º aprile 2023 ritirato)[1]
- Emmanuel Ntakarutimana, O.P., dal 15 febbraio 2025

## Statistiche
La diocesi nel 2023 su una popolazione di 867.393 persone contava 482.543 battezzati, corrispondenti al 55,6% del totale.
| anno | popolazione | popolazione | popolazione | presbiteri | presbiteri | presbiteri | presbiteri                | diaconi | religiosi | religiosi | parrocchie |
| anno | battezzati  | totale      | %           | numero     | secolari   | regolari   | battezzati per presbitero | diaconi | uomini    | donne     | parrocchie |
| ---- | ----------- | ----------- | ----------- | ---------- | ---------- | ---------- | ------------------------- | ------- | --------- | --------- | ---------- |
| 1990 | 226.337     | 450.000     | 50,3        | 17         | 14         | 3          | 13.313                    |         | 12        | 48        | 8          |
| 1999 | 237.945     | 505.906     | 47,0        | 7          | 7          |            | 33.992                    |         | 19        | 4         | 8          |
| 2000 | 246.792     | 523.329     | 47,2        | 14         | 14         |            | 17.628                    |         | 4         | 25        | 8          |
| 2001 | 253.288     | 531.097     | 47,7        | 17         | 17         |            | 14.899                    |         | 3         | 29        | 8          |
| 2002 | 263.257     | 555.494     | 47,4        | 18         | 18         |            | 14.625                    |         | 4         | 35        | 8          |
| 2003 | 273.120     | 575.926     | 47,4        | 21         | 21         |            | 13.005                    |         | 6         | 39        | 8          |
| 2004 | 331.904     | 632.218     | 52,5        | 23         | 23         |            | 14.430                    |         | 6         | 39        | 8          |
| 2006 | 397.098     | 681.994     | 58,2        | 23         | 23         |            | 17.265                    |         | 5         | 41        | 8          |
| 2012 | 418.355     | 728.922     | 57,4        | 34         | 34         |            | 12.304                    |         | 6         | 42        | 11         |
| 2015 | 423.454     | 746.677     | 56,7        | 41         | 41         |            | 10.328                    |         | 6         | 55        | 12         |
| 2018 | 434.490     | 785.993     | 55,3        | 48         | 48         |            | 9.051                     |         | 7         | 51        | 13         |
| 2020 | 469.091     | 821.387     | 57,1        | 51         | 51         |            | 9.197                     |         | 8         | 63        | 14         |
| 2022 | 476.916     | 855.169     | 55,8        | 58         | 58         |            | 8.222                     |         | 9         | 66        | 17         |
| 2023 | 482.543     | 867.393     | 55,6        | 68         | 68         |            | 7.096                     |         | 9         | 75        | 19         |